# Награди „Оскар“ (67-а церемония)
Шестдесет и седмата церемония по връчване на филмовите награди „Оскар“ се провежда на 27 март 1995 година. На нея се връчват призове за най-добри постижения във филмовото изкуство за предходната 1994 година. Събитието се завръща в залата на Шрайн Аудиториум, Лос Анджелис, Калифорния. За водещ на представлението е поканен телевизионния шоумен Дейвид Летърман.
Големият победител на вечерта е житейската трагикомедия „Форест Гъмп”, на режисьора Робърт Земекис, с номинации за отличието в цели 13 категории, печелейки 6 от тях.
Сред останалите основни заглавия са затворническата сага „Изкуплението Шоушенк“ на Франк Дарабонт, театрално-гангстерската сатира „Куршуми над Бродуей“ на Уди Алън, драмата „Телевизионна викторина“ на Робърт Редфорд и ексцентричната гангстерска история „Криминале“ на Куентин Тарантино.
Том Ханкс влиза в историята на церемониите с втория си пореден „Оскар“ за главна мъжка роля. Освен него, само още един актьор – Спенсър Трейси, печели това отличие в две поредни години. Даян Уийст за втори път печели „Оскар“ за поддържаща роля, отново под режисурата на Уди Алън.

## Филми с множество номинации и награди
| Долуизброените филми получават повече от 2 номинации в различните категории за настоящата церемония: - 13 номинации: Форест Гъмп - 7 номинации: Куршуми над Бродуей, Изкуплението Шоушенк, Криминале - 4 номинации: Цар лъв, Лудостта на крал Джордж, Телевизионна викторина - 3 номинации: Легенди за страстта, Малки жени, Скорост, Три цвята: Червено | Долуизброените филми получават повече от 1 награда „Оскар“ на настоящата церемония: - 6 статуетки: Форест Гъмп - 2 статуетки: Ед Ууд, Цар лъв, Скорост |

## Номинации и награди
Долната таблица показва номинациите за наградите в основните категории. Победителите са изписани на първо място с удебелен шрифт.
| Най-добър филм | Най-добър режисьор |
| --- | --- |
| - Форест Гъмп - Четири сватби и едно погребение - Криминале - Телевизионна викторина - Изкуплението Шоушенк | - Робърт Земекис – Форест Гъмп - Уди Алън – Куршуми над Бродуей - Кшищоф Кешльовски – Три цвята: Червено - Робърт Редфорд – Телевизионна викторина - Куентин Тарантино – Криминале    |
| Най-добра мъжка роля | Най-добра женска роля |
| - Том Ханкс – Форест Гъмп - Морган Фрийман – Изкуплението Шоушенк - Найджъл Хауторн – Лудостта на крал Джордж - Пол Нюман – Няма балами - Джон Траволта – Криминале                                                                                                   | - Джесика Ланг – Синьо небе - Джоди Фостър – Нел - Миранда Ричардсън – Том и Вив - Уинона Райдър – Малки жени - Сюзън Сарандън – Клиентът                                             |
| Най-добра поддържаща мъжка роля | Най-добра поддържаща женска роля |
| - Мартин Ландау – Ед Ууд - Самюъл Джаксън – Криминале - Чаз Палминтери – Куршуми над Бродуей - Пол Скофийлд – Телевизионна викторина - Гари Сънийс – Форест Гъмп | - Даян Уийст – Куршуми над Бродуей - Розмари Харис – Том и Вив - Хелън Мирън – Лудостта на крал Джордж - Ума Търман – Криминале - Дженифър Тили – Куршуми над Бродуей                 |
| Най-добър оригинален сценарий | Най-добър адаптиран сценарий |
| - Криминале – Куентин Тарантино и Роджър Ейвъри - Куршуми над Бродуей – Уди Алън и Дъглас Макграт - Четири сватби и едно погребение – Ричард Къртис - Божествени създания – Питър Джаксън и Фран Уолш - Три цвята: Червено – Кшищоф Кешльовски и Krzysztof Piesiewicz | - Форест Гъмп – Ерик Рот - Лудостта на крал Джордж – Алън Бенет - Никой не е глупак – Робърт Бентън - Телевизионна викторина – Paul Attanasio - Изкуплението Шоушенк – Франк Дърабонт |
| Най-добра кинематография (операторско майсторство) | Най-добър чуждоезичен филм |
| - Легенди за страстта – Джон Тол - Форест Гъмп – Don Burgess - Изкуплението Шоушенк – Роджър Дийкинс - Три цвята: Червено – Piotr Sobocinski - Уайът Ърп – Оуен Ройзман                                                                                               | - Изпепелени от слънцето (Русия) - Преди дъжда (Македония) - Съставките на живота (Тайван) - Фаринели (Белгия) - Ягода и шоколад (Куба)                                               |

## Галерия
| Робърт Земекис „Оскар“ за режисура | Том Ханкс „Оскар“ за главна мъжка роля | Джесика Ланг „Оскар“ за главна женска роля | Мартин Ландау „Оскар“ за поддържаща мъжка роля | Даян Уийст „Оскар“ за поддържаща женска роля |
| ---------------------------------- | -------------------------------------- | ------------------------------------------ | ---------------------------------------------- | -------------------------------------------- |
|                                    |                                        |                                            |                                                |                                              |